# 랄리크 열도

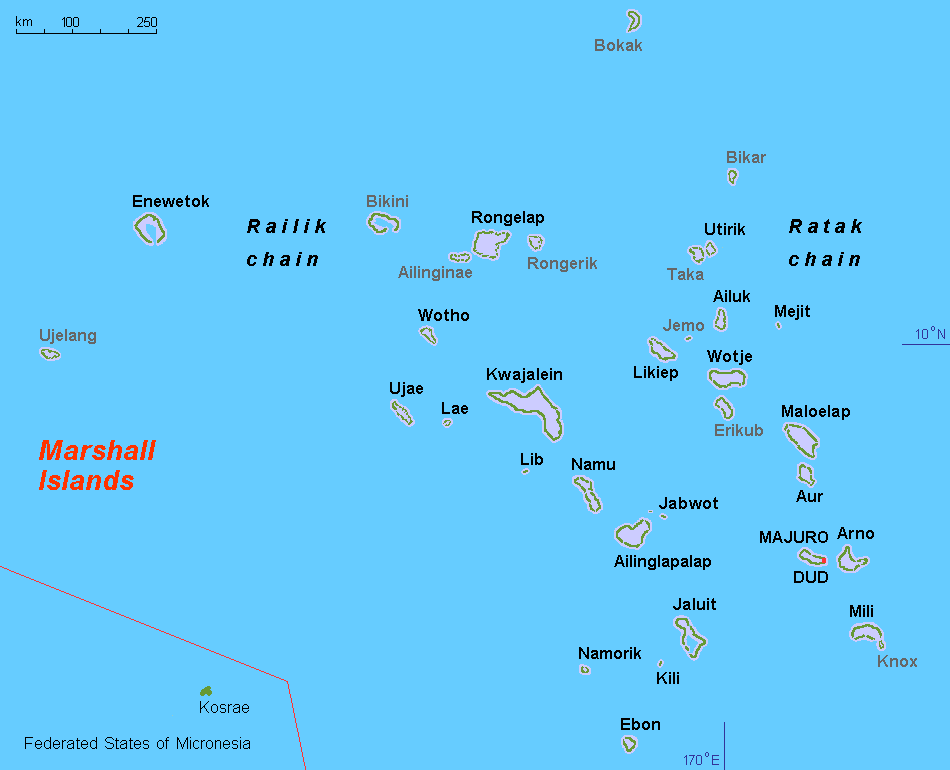
랄리크 열도 지도

랄리크 열도(Ralik Chain)는 마셜 제도를 구성하는 열도이다. "랄리크"는 현지어로 "일몰(日沒, 해넘이)"을 뜻한다. 인구는 19,915명(1999년 기준)이다.
다음은 랄리크 열도에 속하는 섬과 환초(산호섬)이다.
- 에네웨타크 환초
- 우젤랑 환초
- 비키니 환초
- 롱게리크 환초
- 롱겔라프 환초
- 아일링기나에 환초
- 워토 환초
- 우자에 환초
- 라에 환초
- 콰잘레인 환초
- 리브섬
- 나무 환초
- 자바트섬
- 아일링글라플라프 환초
- 잴루잇 환초
- 킬리섬
- 나모리크 환초
- 에본 환초